# Klaukkala
Klaukkala (szw. Klövskog, ros. Клауккала) – miejscowość w Finlandii, w gminie Nurmijärvi. W 2017 liczyła 17340 mieszkańców.
Nazwa Klaukkala w języku fińskim pochodzi od imienia Nikolaus. W historii miejscowość nosiła nazwy Klöckeskoogh (1527), Klaukka i Klockskoby (1540), Klöckeskoby (1544), Klauko (1710), Klaukala Hemmi (1835) i wreszcie Klaukkala (1866).